# شهرستان سوکوئکا
شهرستان سوکوئکا (به لهستانی: Powiat Sokółka) یک شهرستان در لهستان است که در استان پودلاسکی واقع شده‌است. شهرستان سوکوئکا ۲٬۰۵۴٫۴۲ کیلومتر مربع مساحت و ۷۲٬۴۲۴ نفر جمعیت دارد.